# Leucocarbo verrucosus
Il cormorano delle Kerguelen (Leucocarbo verrucosus Cabanis, 1875) è un uccello appartenente alla famiglia dei Falacrocoracidi diffuso nelle isole Kerguelen.